# 新浜本町
新浜本町（しんはまほんちょう）は、徳島県徳島市の町名。津田地区に属している。新浜本町一丁目から新浜本町四丁目まで存在する。郵便番号は〒770-8007。
- 人口：2,044人（2025年1月。徳島市の調査より）
- 世帯数：1,027世帯（同上）

## 地理
徳島市の東部に位置し、南は勝浦川に面している。徳島県道120号徳島小松島線（旧国道55号）が南西に走り、勝浦浜橋を経て論田町と結ばれる。

### 河川
- 勝浦川

## 歴史
元は新浜町・津田町の各一部で、昭和39年に現在の町名となった。

## 施設
- 第一病院
- 高坊主大明神

## 交通

### 道路
都道府県道
- 徳島県道29号徳島環状線
- 徳島県道120号徳島小松島線
- 徳島県道203号鮎喰新浜線
- 徳島県道212号新浜勝浦線

### バス
- JR徳島駅前より南部循環線・新浜行きを利用。